# Giro d'Italia de 1969
Giro d'Italia 1969 foi a quinquagésima segunda edição da prova ciclística Giro d'Italia (Corsa Rosa), realizada entre os dias 16 de maio e 8 de junho de 1969.
A competição foi realizada em 23 etapas com um total de 3.713 km.
O vencedor foi o ciclista italiano Felice Gimondi. Largaram 130 competidores, cruzaram a linha de chegada 81 corredores.